# Бриселски регион
Бриселски регион или регион главног града Брисела' (фр. Région de Bruxelles-Capitale), један је од три региона у Белгији, главни и највећи град Белгије, те de facto главни град Европске уније (ЕУ), јер је седиште већине политичких институција. Мада Парламент ЕУ формално делује у Страсбуру, већина политичког живота одвија се у Бриселу, те се стога, по дефиницији, он сматра главним градом. Иако се он формално није проглашен, његова позиција је наглашена у Амстердамском уговору. Брисел је такође и највеће урбано подручје у Белгији. Састоји се из 19 општина, укључујући и општину града Брисела, који је заправо de jure главни град Белгије, као и седиште француске и фламанске заједнице Белгије. Релативно мало подручје овог региона од 161 km² је готово потпуно урбанизовано, изузев паркова и других зелених површина.
Брисел је израстао од утврђеног града из 10. века, којег је основао један од потомака Карла Великог, Карло, војвода Доње Лорене, у релативно велики град. Данас он има око 1,2 милиона становника, а околно метрополско подручје преко 1,8 милиона становника, чиме је највеће у Белгији. Од краја Другог светског рата Брасел је један од главних центара међународне и европске политике. Он је седиште неких од најважнијих институција Европске уније, секретаријата Бенелукса и седиште НАТО-а, као и дом бројних међународних, вишејезичких организација, политичара, дипломата и цивилних службеника.
Француски и холандски су службени језици и међусобно су равноправни. У региону се налази град Брисел који је према уставу главни град Белгије. Заједно са Бриселом, регион има укупно 19 општина. Брисел се налази неколико километара северно од границе између белгијских језичких заједница: француске на југу и холандске на северу. Историјски, Брисел је углавном био град где се причао холандски језик, али је од проглашења белгијске независности 1830. дошло до франкофонизације Брисела. Данас, иако је већински језик француски, град је званично двојезичан. Све саобраћајне ознаке, имена улица и многи огласи и наслови су приказани у оба језика. Град све више постаје вишејезичан, уз стални пораст имиграната, азиланата и мањинских група са својим властитим језицима.

## Историја
Најчешћа теорија о пореклу имена Брисела је она која изводи његово име из старохоландског Broekzele или Broeksel, у значењима мочваре (broek) и куће (zele/sell) дакле „куће у мочвари“. Порекло насеља које је прерасло у данашњи Брисел лежи у изградњи капеле на речном острву на реци Сена око 580. године, а градитељ капеле био је св. Гаугерицус. Свети Виндицијан, бискуп Камбраја начинио је први сачувани спомен на место звано Brosella 695. године док је још био сеоце. Званично оснивање Брисела углавном се веже за 979. годину, када је војвода Карло од Доње Лотарингије преместио посмртне остатке св. Гудула из Моорсела у капелу св. Гаугерицуса. Могуће је да је Карло изградио и прво стално утврђење у граду, на истом речном острву где је и капела.
Ламберт I од Левена, гроф од Левена добио је грофовију Брисел око 1000. кад је оженио Карлову кћерку. Због своје локације на обалама реке Сене и на важном трговачком путу између Брижа, Гента и Келна, Брисел се врло брзо развијао. Постао је трговачки центар који се врло брзо ширио према градовима узводно (катедрала св. Мишела и Гудула, подручје Куденберга и Саблона), где је постојала мања опасност од поплава. Када је број становника града достигао око 30.000, почело је исушивање околних мочвара како би се добио простор за проширење града. Грофови Лувена су постали војводе од Брабанта негде у то време (1183/1184). У 13. веку, град је добио своје прве одбрамбене зидове.
У 15. веку, након удаје наследнице Маргарете III од Фландрије са Филипом Храбрим, војводом од Бургундије, од династија Валоа се касније одвојила титула војводе од Брабанта, а која је настала из друге линије потомака Хабсбуршке династије (Максимилијан Аустријски, касније Максимилијан I, цар Светог римског царства оженио је Марију од Бургундије, која је рођена у Бриселу). Тиме је Брабант изгубио своју независност али је Брисел постао кнежевски главни град развијених покрајина Ниских земаља, те се стално развијао. Након смрти Максимилијана I, Карло V је постао нови владар Хабсбуршког царства. Када је он абдицирао 1555. то је учинио управо у комплексу палате Куденберг у Бриселу. Ова импресивна палата, позната широм Европе, од тада се знатно проширила те је постала прво седиште брабантских војвода, али је 1731. уништена у пожару.
Француски краљ Луј XIV послао је 1695. своје јединице које су бомбардовале Брисел. Заједно са пожаром који је избио после напада, био је то најразорнији догађај у целој историји града. Велика палата је била уништена, заједно са 4.000 других грађевина, трећину од тога у самом граду. Наредних година, реконструкција градског средишта је значајно променила изглед града, те оставила бројне трагове који су и данас видљиви. Град су освојили Французи 1746. током рата за аустријско наслеђе, али је враћен Аустрији три године касније.

## Политика
Бриселски регион има своју владу која се састоји од осам чланова (пет министара и три државна секретара), а бира се на мандат од пет година. Влада је одговорна Бриселском парламенту који је законодавно тело региона. Парламент има 89 посланика, који се бирају на регионалним изборима.
Регион има и свог гувернера, који је задужен за сигурност и спровођење федералних закона.
И франкофони и фламански грађани Бриселског региона имају своје политичке и управне институције. То су Комисија француске заједнице (фр. Commission communautaire française) и Комисија фламанске заједнице (хол. Vlaamse Gemeenschapscommissie). За заједничка питања, која се не тичу посебно франкофоне или фламанске заједнице, постоји Заједничка комисија заједница (фр. Commission Communautaire Commune, хол. Gemeenschappelijke Gemeenschapscommissie).

### Странке у бриселском регионалном парламенту
| Странка | Странка                                                            | Број места |
| ------- | ------------------------------------------------------------------ | ---------- |
| •       | Социјалистичка партија (PS)                                          | 26         |
|         | Реформистички покрет (MR)                                            | 25         |
| •       | Хуманистички демократски центар (CDH)                                 | 10         |
| •       |                                                                    | 7          |
|         | Фламански интерес (VB)                                               | 6          |
|         | Национални фронт (FN)                                                | 4          |
| •       | Фламански либерали и демократи (VLD)                                  | 4          |
| •       | Q (SP.A) - Flamanski progresivni (VP)                                    | 3          |
| •       | Хришћански демократски и фламански (CD&V) - Нова фламанска алијанса () | 3          |
|         | Зелени!                                                            | 1          |
| Укупно  | Укупно                                                             | 89         |

Стање након избора у мају 2014. Владајуће странке означене су тачком (•)

## Општине
Регија главнога града Брисела састоји се од 19 општина од којих је највећа град Брисел.
|                       | Општина           | Француско име         | Холандско име          |       |                                                                      |
| --------------------- | ----------------- | --------------------- | ---------------------- | ----- | -------------------------------------------------------------------- |
| Anderlecht            | Андерлехт         | Anderlecht            | Anderlecht             | I     | I II III IV V VI VII VIII IX X XI XII XIII XIV XV XVI XVII XVIII XIX |
| Auderghem             |                   | Auderghem             | Oudergem               | II    | I II III IV V VI VII VIII IX X XI XII XIII XIV XV XVI XVII XVIII XIX |
| Berchem-Sainte-Agathe |                   | Berchem-Sainte-Agathe | Sint-Agatha-Berchem    | III   | I II III IV V VI VII VIII IX X XI XII XIII XIV XV XVI XVII XVIII XIX |
| Brussels              | Брисел            | Bruxelles-Ville       | Stad Brussel           | IV    | I II III IV V VI VII VIII IX X XI XII XIII XIV XV XVI XVII XVIII XIX |
| Etterbeek             | Етербек           | Etterbeek             | Etterbeek              | V     | I II III IV V VI VII VIII IX X XI XII XIII XIV XV XVI XVII XVIII XIX |
| Evere                 | Евере             | Evere                 | Evere                  | VI    | I II III IV V VI VII VIII IX X XI XII XIII XIV XV XVI XVII XVIII XIX |
| Forest, Belgium       | Форест            | Forest                | Vorst                  | VII   | I II III IV V VI VII VIII IX X XI XII XIII XIV XV XVI XVII XVIII XIX |
| Ganshoren             |                   | Ganshoren             | Ganshoren              | VIII  | I II III IV V VI VII VIII IX X XI XII XIII XIV XV XVI XVII XVIII XIX |
| Ixelles               | Иксел             | Ixelles               | Elsene                 | IX    | I II III IV V VI VII VIII IX X XI XII XIII XIV XV XVI XVII XVIII XIX |
| Jette                 | Жет               | Jette                 | Jette                  | X     | I II III IV V VI VII VIII IX X XI XII XIII XIV XV XVI XVII XVIII XIX |
| Koekelberg            |                   | Koekelberg            | Koekelberg             | XI    | I II III IV V VI VII VIII IX X XI XII XIII XIV XV XVI XVII XVIII XIX |
| Molenbeek-Saint-Jean  | Моланбек Сен Жан  | Molenbeek-Saint-Jean  | Sint-Jans-Molenbeek    | XII   | I II III IV V VI VII VIII IX X XI XII XIII XIV XV XVI XVII XVIII XIX |
| Saint-Gilles, Belgium | Сен Жил           | Saint-Gilles          | Sint-Gillis            | XIII  | I II III IV V VI VII VIII IX X XI XII XIII XIV XV XVI XVII XVIII XIX |
| Saint-Josse-ten-Noode |                   | Saint-Josse-ten-Noode | Sint-Joost-ten-Node    | XIV   | I II III IV V VI VII VIII IX X XI XII XIII XIV XV XVI XVII XVIII XIX |
|                       | Схарбек           | Schaerbeek            | Schaarbeek             | XV    | I II III IV V VI VII VIII IX X XI XII XIII XIV XV XVI XVII XVIII XIX |
| Uccle                 | Укел              | Uccle                 | Ukkel                  | XVI   | I II III IV V VI VII VIII IX X XI XII XIII XIV XV XVI XVII XVIII XIX |
| Watermael-Boitsfort   |                   | Watermael-Boitsfort   | Watermaal-Bosvoorde    | XVII  | I II III IV V VI VII VIII IX X XI XII XIII XIV XV XVI XVII XVIII XIX |
| Woluwe-Saint-Lambert  | Воливе Сен Ламбер | Woluwe-Saint-Lambert  | Sint-Lambrechts-Woluwe | XVIII | I II III IV V VI VII VIII IX X XI XII XIII XIV XV XVI XVII XVIII XIX |
| Woluwe-Saint-Pierre   | Воливе Сен Пјер   | Woluwe-Saint-Pierre   | Sint-Pieters-Woluwe    | XIX   | I II III IV V VI VII VIII IX X XI XII XIII XIV XV XVI XVII XVIII XIX |

## Клима
Према Кепенововој класификацији, Брисел има океанску климу (Cfb). Близина града обалном подручју има значајан утицај на његову климу, тако што до њега врло брзо долазе морске ваздушне масе са Атлантика. Околно мочварно подручје додатно доприноси топлој морској клими. Просечно (засновано на мерењима у последњих 100 година), у Бриселској регији главног града има 200 дана годишње кишних падавина. Снежне падавине су ретке, и у просеку трају 24 дана годишње.
| Клима Брисела                 | Клима Брисела | Клима Брисела | Клима Брисела | Клима Брисела | Клима Брисела | Клима Брисела | Клима Брисела | Клима Брисела | Клима Брисела | Клима Брисела | Клима Брисела | Клима Брисела | Клима Брисела  |
| Показатељ \ Месец             | .Јан.         | .Феб.         | .Мар.         | .Апр.         | .Мај.         | .Јун.         | .Јул.         | .Авг.         | .Сеп.         | .Окт.         | .Нов.         | .Дец.         | .Год.          |
| ----------------------------- | ------------- | ------------- | ------------- | ------------- | ------------- | ------------- | ------------- | ------------- | ------------- | ------------- | ------------- | ------------- | -------------- |
| Апсолутни максимум, °C (°F)   | 15,3 (59,5)   | 20,0 (68)     | 24,2 (75,6)   | 28,7 (83,7)   | 34,1 (93,4)   | 38,8 (101,8)  | 37,1 (98,8)   | 36,5 (97,7)   | 34,9 (94,8)   | 27,8 (82)     | 20,6 (69,1)   | 16,7 (62,1)   | 38,8 (101,8)   |
| Максимум, °C (°F)             | 5,7 (42,3)    | 6,6 (43,9)    | 10,4 (50,7)   | 14,2 (57,6)   | 18,1 (64,6)   | 20,6 (69,1)   | 23,0 (73,4)   | 22,6 (72,7)   | 19,0 (66,2)   | 14,7 (58,5)   | 9,5 (49,1)    | 6,1 (43)      | 14,2 (57,6)    |
| Просек, °C (°F)               | 3,3 (37,9)    | 3,7 (38,7)    | 6,8 (44,2)    | 9,8 (49,6)    | 13,6 (56,5)   | 16,2 (61,2)   | 18,4 (65,1)   | 18,0 (64,4)   | 14,9 (58,8)   | 11,1 (52)     | 6,8 (44,2)    | 3,9 (39)      | 10,54 (50,97)  |
| Минимум, °C (°F)              | 0,7 (33,3)    | 0,7 (33,3)    | 3,1 (37,6)    | 5,3 (41,5)    | 9,2 (48,6)    | 11,9 (53,4)   | 14,0 (57,2)   | 13,6 (56,5)   | 10,9 (51,6)   | 7,8 (46)      | 4,1 (39,4)    | 1,6 (34,9)    | 6,9 (44,4)     |
| Апсолутни минимум, °C (°F)    | −21,1 (−6)    | −18,3 (−0,9)  | −13,6 (7,5)   | −5,7 (21,7)   | −2,2 (28)     | 0,3 (32,5)    | 4,4 (39,9)    | 3,9 (39)      | 0,0 (32)      | −6,8 (19,8)   | −12,8 (9)     | −17,7 (0,1)   | −21,1 (−6)     |
| Количина падавина, mm (in)    | 76,1 (2,996)  | 63,1 (2,484)  | 70,0 (2,756)  | 51,3 (2,02)   | 66,5 (2,618)  | 71,8 (2,827)  | 73,5 (2,894)  | 79,3 (3,122)  | 68,9 (2,713)  | 74,5 (2,933)  | 76,4 (3,008)  | 81,0 (3,189)  | 852,4 (33,559) |
| Дани са падавинама            | 19,2          | 16,3          | 17,8          | 15,9          | 16,2          | 15,0          | 14,3          | 14,5          | 15,7          | 16,6          | 18,8          | 19,3          | 199            |
| Дани са снегом                | 5,2           | 5,9           | 3,2           | 2,4           | 0             | 0             | 0             | 0             | 0             | 0             | 2,4           | 4,6           | 24,1           |
| Релативна влажност, %         | 86,6          | 82,5          | 78,5          | 72,5          | 73,2          | 74,1          | 74,3          | 75,5          | 80,9          | 84,6          | 88,2          | 88,8          | 80             |
| Сунчани сати — месечни просек | 59            | 77            | 114           | 159           | 191           | 188           | 201           | 190           | 143           | 113           | 66            | 45            | 1.546          |
| Извор:                        |               |               |               |               |               |               |               |               |               |               |               |               |                |

## Становништво
Због чињенице да се на подручју региона налазе бројне међународне институције, уз Белгијанце у њему живи и велики број становника из других држава Европске уније. Уз њих, овде живи и велики број досељеника из бивших белгијских колонија и осталих држава, због чега је ово мултиетнички регион.

### Развој броја становника и имиграната
|                    | 1. јул 2004. | 1. јул 2005. | 1. јул2006. | 1. јул 2008. |
| ------------------ | ------------ | ------------ | ----------- | ------------ |
| Становништво       | 1.004.239    | 1.012.258    | 1.024.492   | 1.048.491    |
| -- од тога странци | 262.943      | 268.009      | 277.682     | 295.043      |

|                    | 1. јула 2004. | 1. јула 2005. | 1. јула 2006. | 1. јануара 2008. |
| ------------------ | ------------- | ------------- | ------------- | ---------------- |
| Становништво       | 1.004.239     | 1.012.258     | 1.024.492     | 1.048.491        |
| -- од тога странци | 262.943       | 268.009       | 277.682       | 295.043          |

Бриселска регија је дом великом броју усељеника. Према белгијском попису становника из 1991. око 63,7% становника регије главног града Брисела одговорило је да су белгијски држављани, рођени на територији Белгије. Међутим, има велики број особа и породица који су се доселили у ову регију од почека 18. века, укључујући на пример политичке избјеглице (Карл Маркс, Виктор Иго, Пјер Жозеф Прудон, Леон Доде и други), било да су дошли из околних подручја или далеких земаља. Осим њих има и велики број досељеника који су дошли због посла, бивших страних студената који се нису вратили у своје домовине, те бројних белгијских породица које имају најмање једног страног претка.
Генерално, становништво регије главног града је млађе од белгијског просека, а разлике између богатих и сиромашнијих много веће. Брисел има велику концентрацију имиграната и њихових потомака из других држава, укључујући многе турског и мароканског порекла, заједно са Африканцима који причају француски из Демократске Републике Конго, Руанде и Бурундија.
Према неким показатељима, особе страног порекла чине готово 70% становника Брисела, од чега је већина натурализирана 1991. након велике реформе процеса натурализирања. Око 32% становника је страног порекла из Европе, док је даљњих 36% другог порекла, углавном Марока, Турске и субсахарске Африке. Међу свим већим имигрантским групама изван Европе, већина стално присутних становника има белгијског држављанство.
|                    | 1. јули 2004. | 1. јули 2005. | 1. јули 2006. | 1. јануар 2008. |
| ------------------ | ------------- | ------------- | ------------- | --------------- |
| Становништво       | 1.004.239     | 1.012.258     | 1.024.492     | 1.048.491       |
| -- од тога странци | 262.943       | 268.009       | 277.682       | 295.043         |

### Језици
Према једном истраживању објављеном 2008. једног професора с ВУБ-а, француски је и даље lingua franca Бриселске регије, док је енглески сад постао други језик по знању становништва, иако се њиме становници не служе код куће. Пет најговоренијих језика према знању становништва у регији су (поређења су вршена подацима за 2006. на 2000. годину).
1. француски (95,55% 2006. наспрам 95,52% 2000)
2. енглески (35,40% наспрам 33,25%)
3. холандски (28,23% наспрам 33,29%)
4. шпански (7,39% наспрам 6,90%)
5. арапски (6,36% наспрам 9,99%)

Што се тиче језика говорених код куће, 83,7% становништва користи један од два службена језика регије, и то:
- француски (56,8% 2006. наспрам 51,6% 2000)
- холандски и француски (8,6% наспрам 9,9%)
- холандски (7,0% наспрам 9,5%)

## Образовање
Постоји неколико универзитета у регији Брисела. Два највећа су Слободни универзитет у Бриселу, франкофонски универзитет са око 20.000 студената у три кампуса у граду те два изван града, и Врије университет Брисел, на којем се студира на холандском језику, са око 10.000 студената. Оба универзитета потекла су од једног бившег универзитета основаног 1834. Слободног универзитета Брисела, који се раздвојио 1970. отприлике у исто време када су фламанске и француске заједнице добиле законодавну власт над организацијама високог образовања.
Други универзитети су Facultés Universitaires Saint-Louis, где студира 2.000 студената, Hogeschool-Universiteit Brussel са 10.000 студената, Краљевска војна академија, војни универзитет којег је 1834. основао француски пуковник, те две драмске школе основане 1982.: франкофонска Conservatoire royal de Bruxelles и холандска Koninklijk Conservatorium.

## Култура
Архитектура у Бриселу је врло разнолика, и сеже од средњовјековних конструкција на главном тргу (Grand Place) до постмодернистичких грађевина институција Европске уније.
Главна архитектонска атракција је Grand Place, главни градски трг који је 1998. године уврштен у UNESCO списак светске баштине. Осим њега, туристе привлачи и готичка градска скупштина у старом центру, катедрале Св. Мишела и Гудула, те палата Лекен са својим великим пластеницима. Осим ње, постоји и краљевска палата, која је један од симбола Брисела и Белгије.
Атомиум је симболичка грађевина висока 103 m, која је изграђена поводом Светског сајма Expo 1958. године. Он се састоји из девет челичних сфера повезаних ваљцима и формира модел кристала гвожђа (тачније, ћелијске јединице). Његов архитект А. Ватеркејн је грађевину посветио науци уопште. Поред Атомиума налази се парк Мини-Европа у којем су постављене макете познатих грађевина из Европе у сразмери 1:25 према оригиналним.
Фонтана Manneken Pis садржи бронзану скулптуру дечака који мокри, што је један од симбола града и туристичка атракција. Друге познате грађевине су парк Cinquantenaire са тријумфалним луком и оближњим музејима, базилика светог срца, Бриселска берза, Палата правде и зграде институција ЕУ у Европској четврти.

## Спорт
У регији главног града Брисела делују три велика фудбалска клуба. Један од њих је ФК Андерлехт, чије је седиште у општини Андерлехт, а сматра се најуспешнијим фудбалским клубом у Белгији. Освојио је 31 титулу првака Прве белгијске фудбалске лиге. Осим домаћег првенства, РСЦ Андерлехт је и најуспјешнији белгијски клуб у европским такмичењима, где има једну титулу првака Купа УЕФА 1983. и две титуле Купа победника купова 1976. и 1978. Други клубови су F.C. Molenbeek Brussels Strombeek, познатији као ФЦ Брисел, а недавно је променио назив у RWDM Brussels FC, те клуб R. Union Saint-Gilloise, који је био најуспешнији белгијски клуб пре Другог свјетског рата са 11 титула државног првака. Овај клуб је основан у Сен Жилu, али му је данашње седиште у општини Форест. Унион тренутно игра у Трећој белгијској лиги.
Стадион Хејсел, данас познат као стадион краља Бодуена у Бриселу је највећи у Белгији, а на њему играју и националне репрезентације у фудбалу и рагбију. На овом стадиону одржано је финале Европске Лиге првака 1972. године и прва утакмица Европског првенства у фудбалу 2000. године. Један од познатијих догађаја на овом стадиону било је финале Европског купа 1985. између италијанског Јувентуса и енглеског Ливерпула, када је због структурних оштећења и хулиганизма на стадиону погинуло 39 особа.